# Ugyops pictulus
Ugyops pictulus är en insektsart som först beskrevs av Walker 1857.  Ugyops pictulus ingår i släktet Ugyops och familjen sporrstritar. Inga underarter finns listade i Catalogue of Life.